# Zelený vrch
Zelený vrch är ett berg i Tjeckien.   Det ligger i regionen Liberec, i den norra delen av landet, 80 km norr om huvudstaden Prag. Toppen på Zelený vrch är 586 meter över havet, eller 178 meter över den omgivande terrängen. Bredden vid basen är 1,7 km.
Terrängen runt Zelený vrch är kuperad norrut, men söderut är den platt.Runt Zelený vrch är det ganska tätbefolkat, med 86 invånare per kvadratkilometer. Närmaste större samhälle är Česká Lípa, 13,7 km sydväst om Zelený vrch. Omgivningarna runt Zelený vrch är en mosaik av jordbruksmark och naturlig växtlighet.